# Power Mac G3

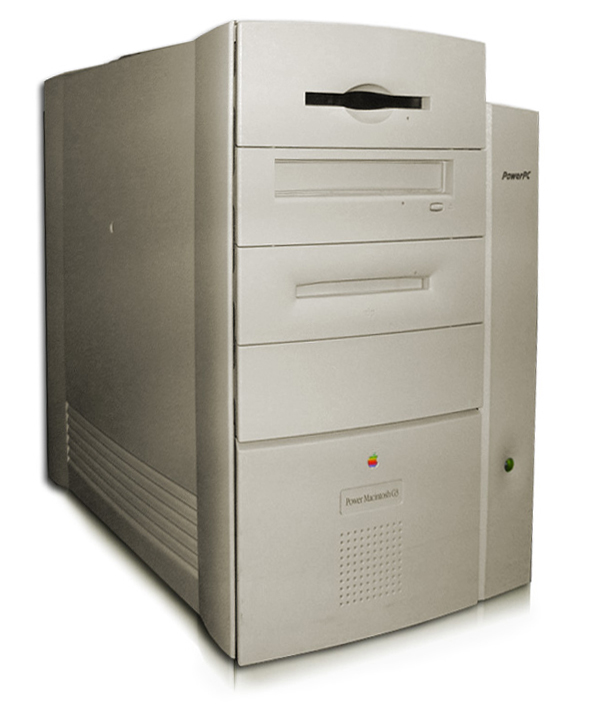
Power Mac G3.

El Power Mac G3 fue presentado en enero de 1999 como el sucesor del anterior Power Macintosh G3.
Aunque comparte el nombre de su precursor y el mismo procesador (el PowerPC G3), el nuevo Power Mac G3 era completamente diferente a su predecesor. Incluía una nueva carcasa que podía ser abierta fácilmente por uno, sin herramientas especiales. Su nombre en código fue "El Capitán". 
El Power Mac G3 era el primer modelo de Apple que incluía el puerto FireWire (también conocido como i.Link o IEEE 1394), el nuevo estándar serie de alta velocidad de Apple. Era también el primer modelo profesional que incluía el USB, aunque también vino con un puerto ADB para la compatibilidad con los anteriores Macintosh.
En un movimiento polémico, Apple eligió no incluir puertos SCSI a bordo (en lugar, Apple eligió ultra ATA). Sin embargo, estaban disponibles las tarjetas de la extensión SCSI.
El G3 estaba disponible en un número de diferentes configuraciones, empezando en $1599 dólares, y llegando hacia los $5000 dólares para la configuración completamente cargada del servidor. También recibió distintas revisiones para arreglar distintos problemas y finalmente fue reemplazado por el Power Mac G4, en septiembre de 1999.
- Datos: Q6083703